# Ihievbe jezik
Ihievbe jezik (ISO 639-3: ihi), jezik sjeverne-centralne edoid skupine, kojim govori nepoznat broj osoba u selima Ihievbe Ogbe, Ebetse i Iyakhora u nigerijskoj državi edo, Owan LGA.
Etnička grupa zove se Ihievbe.

## Vanjske poveznice
- Ethnologue (14th)
- Ethnologue (15th)